# エルンスト・フォルストホフ
エルンスト・フォルストホフ（Ernst Forsthoff, 1902年8月13日 - 1974年8月13日）はドイツの国法学者である。ヴァイマル共和政の時代から、ドイツ連邦共和国（西ドイツ）の時代へと至る長きにわたり、憲法学や行政法学について多くの論文を発表してきた。行政法学において、侵害行政と給付行政の区別を主張した。

## 生涯
ドイツのデュースブルク・ラールでプロテスタント教会の牧師の息子として出生。1922年よりフライブルク大学、マールブルク大学、ボン大学で学び、1925年にボン大学で学位を取得した。1930年、フライブルク大学において、「連邦国家における公共団体」という論文で教授資格を得た。
1933年にフランクフルト大学の正教授となり、1935年にはハンブルク大学で、1936年にはケーニヒスベルク大学で、さらに1941年にはウィーン大学で教えたのち、1943年からはハイデルベルク大学で教えるようになった。以後、1967年に退職するまで、ここにとどまった。
1960年から1962年の間、キプロスの最高憲法裁判所の長官も務めた。ハイデルベルクで死去。

## 主要な見解
19世紀から20世紀になり、個々人が資源を自力で調達できず、生存を確保する責任が個人から政治に移ったことを鑑みて、国家権力が個人のために生活空間を充填し社会欠乏を解消する諸施策、即ち「生存配慮（ドイツ語: Daseinsvorsorge）」を遂行するという、任務を国家が引き受けるとする。例えば、かつては川に水を汲みに行って生きることができた個人も、今やそれは困難であるので、水道を供給する任務が国家にあることになる。

## 主要著書
- Lehrbuch des Verwaltungsrechts, München, 1950.
- Rechtsstaat im Wandel, Stuttgart, 1964.
- Der Staat der Industriegesellschaft, München, 1971.